# Alfredo Capitani
Alfredo Capitani (Ciampino, 3 marzo 1895 – Roma, 9 settembre 1985) è stato uno scenografo, pubblicitario e pittore italiano.

## Biografia
Nato a Ciampino, frequenta l'Accademia Inglese di Belle Arti di Roma, diplomandosi in scenografia, iniziando successivamente a lavorare presso i teatri nell'allestimento di ambienti per il palcoscenico.
Nel 1919 apre uno studio per la realizzazione di manifesti pubblicitari entrando in contatto con altri pittori con i quali collaborerà nella preparazione di allestimenti per sale cinematografiche come grandi manifesti murali e pitture che venivano utilizzate in diversi cinema, conosce in quel periodo Luigi Martinati con il quale fonda una società per il lancio di pellicole, la Maralca.
Lavora sia per produttori italiani che americani MGM, Fox e Columbia Pictures, è l'autore del manifesto 140x200 di Gilda, Moby Dick, Oceano rosso, Sfida infernale, Gli amori di Carmen.
Attivo come pittore cartellonista chiude la sua attività nel 1960 dedicandosi alla pittura sino alla sua morte avvenuta a Roma nel 1985 a novant'anni.

## Manifesti cinematografici realizzati

Roma, 1932, Circolo artisti a via Margutta, da sinistra: Marchi, Luigi Martinati, Walter Roveroni, Anselmo Ballester, Tito Corbella, Alfredo Capitani

- Gli avventurieri galanti
- Lo sconosciuto del terzo piano
- Solo chi cade può risorgere
- La bolgia dei vivi
- Assalto al cielo
- Gilda
- Amante immortale
- Il sipario di ferro
- Sei bambine e il Perseo
- Segretaria tuttofare
- Nebbie del passato
- Ultime della notte
- Terra bruciata
- I cavalieri dell'Oklahoma
- L'uccello di Paradiso
- Oceano rosso
- Viva Robin Hood
- Vento di terre lontane
- Orizzonte perduto
- Duello implacabile
- L'isola misteriosa